# いくつになっても happy birthday
「いくつになっても happy birthday」（いくつになっても ハッピー・バースデー）は、吉田拓郎が2001年3月28日にリリースした48枚目のシングル。発売元はインペリアルレコード（テイチクエンタテインメント）。

## 解説
テレビ朝日系『T×2 SHOW』のエンディングテーマ。
アルバム『こんにちわ』と同時発売で、拓郎自身初のマキシシングルである。
ジャケット写真はハワイで行われ、THE ALFEEの坂崎幸之助が撮影した。

## 収録曲
- 全作曲・編曲：吉田拓郎

1. いくつになっても happy birthday
  - 作詞:吉田拓郎、コーラスアレンジ:武部聡志
2. 朝陽がサン
  - 作詞:吉田拓郎・福岡英典
3. いくつになっても happy birthday（Instrumental）
4. 朝陽がサン（Instrumental）